# Mihai Savu
Mihai Savu (1894 – 1968) foi um esgrimista romeno que participou dos Jogos Olímpicos de Verão de 1928, sob a bandeira da Romênia.